# Dart 3100
 (novembre 2022).
Si vous disposez d'ouvrages ou d'articles de référence ou si vous connaissez des sites web de qualité traitant du thème abordé ici, merci de compléter l'article en donnant les références utiles à sa vérifiabilité et en les liant à la section « Notes et références ».
Les Dart 3100 sont des camions lourds miniers fabriqués dans les années 1970 par Dart Trucks, principalement dans son usine de Kansas City. Ils ont un poids d'environ 65 tonnes et transportent une charge utile de 100 tonnes dans les mines d'Amérique du Nord.
- Moteur diesel V12: Cummins KTA-38 ou Detroit Diesel 12V149, de 783 kW et 4 610 N m de couple
- Transmission: Allyson 8000, 6 vitesse semi-automatique
- Vitesse maximale: 60 km/h
- Largeur: 5,90 m
- Hauteur avec la benne levée: 10,67 m
- Poids vide: 65 tonnes
- Poids maximale avec charge: 165 tonnes
- Réservoir de Diesel: 1 500 L